# Земљотрес у Краљеву 2010.
Земљотрес у Краљеву 2010. године био је земљотрес магнитуде 5,4 или 5,3¹ који се догодио на око 10 km североисточно од Краљева, 3. новембра 2010. године, у 01:56:56 часова по локалном времену. Хипоцентар земљотреса био је на око 10 km дубине.
Према саопштењу Европско-медитеранског сеизмолошког центра, у периоду између 02:11 и 02:45 часова догодила су се два мања потреса магнитуде око 2,2 степена Рихтерове скале. Око 09:25 часова по локалном времену догодио се још један јачи потрес, као последица смиривања тла У земљотресу је погинуло двоје људи, око 180 је задобило лакше телесне повреде, а изазвана је и велика материјална штета Неки вид оштећења је претрпело око 16 хиљада кућа, 8.500 станова, 33 школе и неколико стотина привредних објеката. Последице земљотреса осетило је око 80 хиљада људи.
Само на индивидуалним стамбеним објектима материјална штета је процењена на око 2,5 милијарде динара.

## Одлике
Земљотрес код Краљева имао је интензитет од око 7-8 степени, што одговара убрзању сеизмичких таласа од 250–500 mm/с. За услове у Србији и на Балкану, овакав земљотрес се сматра веома снажним, док је у светским размерама његова јачина средњег интензитета. Земљотрес ове магнитуде се на територији Србије догађа са фреквенцијом од око 10 година. Србија се налази у северној периферној области Медитерана, која спада у сеизмички активније просторе. Према Јеленку Михаиловићу, првом српском сеизмологу, краљевачки земљотрес лоциран је отприлике на граници Динарске и Савске сеизмичке регије
Од тренутка најјачег удара регион Краљева погодило је преко 650 земљотреса слабије магнитуде у распону 1.5 до 2.5 степена Рихтерове скале, што је директна последица смиривања тла.
Хипоцентар потреса код Краљева био је на око 10 km дубине, што га на основу класификације убраја у веома плитке земљотресе, посматрано у светским оквирима, док је у геолошким условима у којима се догодио овај земљотрес (унутрашњост континента, удаљеност од директног извора тектонског напона, дубина до Мохо-а), његова дубина, с обзиром на магнитуду, очекивана.

## Последице
Од земљотреса је у селу Грдица код Краљева погинуо један брачни пар, када је на њих пала бетонска плоча куће у којој су живели. Епицентар земљотреса био у селима Витановац, Витковац и Стубал, на путу Краљево-Крагујевац.
Интензитет овог земљотреса у епицентралној области, у пречнику од 20 km у односу на епицентар, процењен је на 7 степени по МСК-64 скали (Меркалијевој скали). После главног удара, дешавало се по десетак накнадних потреса за пола сата, од којих је најјачи, у 03:45 сати имао магнитуду 3,2 степена. У ноћи између 3. и 4. новембра 2010. године регион Краљева погодила су два слабија потреса магнитуде 2.0 степена Рихтерове скале у 05:59 часова, чији је хипоцентар био на дубини од 3 km. и магнитуде 2.9 степена Рихтерове у 06:12 часова, са хипоцентром на дубини од 15 km Пре њих забележено је још пет слабијих трусова магнитуде 2.0-2.3 степени Рихтерове скале.
Касно увече 4. новембра 2010. у 22:09 часова 8 km северозападно од Краљева, у близини Лађеваца, догодио се још један јак потрес магнитуде 3.9, на дубини од око 2 km. У исто време Евро-медитерански сеизмолошки центар објавио је да је магнитуда труса била 4.4 степена Рихтерове скале.

## Штета
У граду није било грејања и делимично струје, вода се није препоручивала за пиће, породилиште је било поплављено, а у Клиничком центру „Студеница“ нису радиле операционе сале, док су у продавницама попадали рафови и полице, па је снабдевање грађана било отежано.
Услед потреса, мобилна телефонија у Краљеву је била у прекиду., а проглашено је и ванредно стање Било је отежано снабдевање електричном енергијом, а вода није била за пиће.
У селу Витановац према сведочењу мештана за време потреса било је скоро немогуће одржати се на ногама, ширио се концентрични хук и завладала је паника. Страдало је око 70% објеката од укупно 850 домаћинстава. У Матарушкој Бањи неколико кућа је оштећено и напукло. У Краљеву су улице биле прекривене комадима стакла, бетона и малтера. Неки вид оштећења је претрпело око 16 хиљада кућа, 8.500 станова, 33 школе и неколико стотина привредних објеката. Страдало је 450 од укупно 650 трафо станица. У исто време оштећења су претрпели манастири у околини Краљева међу којима и Жича и Сопоћани. На манастиру Жича је напукао северни зид
Највећу штету претрпело је насеље Грдица, где је услед пада бетонске плоче погинуо брачни пар. У Београду није било оштећења али је у насељу Вождовац једна особа у паници искочила кроз прозор и повредила кичму. Земљотрес се осетио широм Србије у Новом Саду, Нишу, Јагодини, Смедереву, Чачку, Новом Пазару, Пироту, Бујановцу и другим местима. Земљотрес је изазвао штету у селима у околини Белоградчика у Бугарској. На основу навода сведока, значајни потреси изазвани овим трусом осетили су се и у Сарајеву и Тузли, као и у Румунији.
Комисија кризног штаба у Краљеву, у први мах је проценила да је око 5.000 објеката оштећено, од чега је 564 проглашено неупотребљивим за живот. У Мрчајевцима код Чачка, једна старија особа преминула је услед страха од земљотреса
Након потреса у ноћи између 4. и 5. новембра неколико људи је лакше повређено, а веће материјалне штете није било. Већ оштећени објекти су додатно изгубили на стабилности. Већина грађана Краљева и околине ноћ је провела код пријатеља и на улици у страху од поновних трусова. Потрес се осетио у Врњачкој Бањи, Чачку и Београду. Епицентар је био око 1,5 km западно од аеродрома Лађевци.

## Помоћ
Влада и локална самоуправа
Влада Републике Србије је у року од годину дана након земљотреса обезбедила 2,3 милијарде динара, саграђене су 462 монтажне куће, 13 хиљада домаћинстава је обновљено, као и 8.500 станова. Око 10% средстава за обнављање ових објеката обезбедили су различити донори, приватна и јавна предузећа, удружења, амбасаде, братски градови...
Влада Републике Србије је обезбедила 5 милиона динара помоћи за Краљево и 1 милион динара за народну кухињу. Министарство образовања је упутило помоћ од 2 милиона динара, Канцеларија за одрживи развој недовољно развијених подручја 1 милион динара. Републичка дирекција за робне резерве је обезбедила 452,406 комада црепа у вредности 14 милиона динара. Војска Србије је обезбедила цистерне за воду и камионе за превоз грађевинског материјала. Министарство пољопривреде је упутило помоћ од 50 тона шећера и 28.000 литара уља. Из Националног инвестиционог плана ће бити обезбеђена средства за обнову оштећених болница и школа. Влада Војводине и Црвени крст су упутили помоћ у вредности 5 милиона динара. Повереник за информације од јавног значаја и заштиту података о личности је ставио на располагање 50 милиона динара уштеђених средстава. Министарство животне средине и просторног планирања је обезбедило 50 милиона динара. Дугорочно Влада Србије планира да обезбеди милијарду динара (9 милиона евра).
Влада Републике Србије је такође објавила да је буџет за елементарне непогоде потрошен још раније у току године те да ће бити обављене најхитније поправке финансиране из буџетске резерве.
Бројни градови и општине су упутили помоћ, град Београд 5 милиона динара и 15 милиона у помоћи, Нови Сад 5 милиона, Ниш 2 милиона, Земун 2 милиона, Зрењанин 1 милион, Зајечар 1 милион, Чачак 1 милион, Нови Пазар 1 милион, Лазаревац 1 милион, Јагодина 500.000, Шабац, Чукарица 500.000, Ваљево 500.000, Параћин 300.000, Горњи Милановац 300.000, Суботица 150.000, Сомбор 100.000, Панчево 100.000 динара. Из Републике Српске град Бања Лука је упутила помоћ у износу од 50.000 конвертибилних марака, Ново Горажде 12.000 конвертибилних марака, а општина Бијељина је упутила помоћ у износу од 10.000 конвертибилних марака². Из Црне Горе помоћ су уплатили градови Подгорица 25.000 евра, Будва 20.000 евра, Бар 10.000 евра, Херцег Нови 5.000, Бијело Поље 5.000 евра и град Котор 3.000 евра. Градови Ужице, Апатин, Вршац, Пирот, Димитровград и Лозница су обезбедили грађевински материјал и раднике.
Предузећа
Од јавних предузећа Србијагас је упутио помоћ од 10 милиона динара, Електропривреда Србије 10 милиона, ПТТ 5 милиона, Новосадска топлана 3 милиона, Србијашуме 3 милиона, Телеком Србија 3 милиона и Електромрежа Србије 1 милион динара. Галеника је уплатила 5 милиона динара.Нафтна индустрија Србије је у Краљево послала 97.000 литара флаширане воде. Банка Интеза је упутила помоћ од 5 милиона динара за обнову порушених кућа. Компанија Идеа је упутила 6.000 литара флаширане воде за пиће и 200 ћебади. Вип мобајл је донирао телефоне за потребе кризног штаба. Атлас група је упутила 10.000 евра и болничке кревете. МК група је упутила помоћ у роби вредну 1 милион динара. МОЛ група је обезбедила 2.000 литара горива. Компанија Фијат Србија је послала 50.000 црепова у Краљево. Делта холдинг планира да изгради три куће у селу Витановац. Имлек је уплатио помоћ од 750.000 динара. ОМВ је донирао гориво вредности 330.000 динара.
Појединци
Премијер Мирко Цветковић је уплатио 105.000 динара а министар одбране Драган Шутановац месечну плату. Александар II Карађорђевић са супругом је послао 5 тона намештаја и 2000 векни хлеба. Фолк певач Аца Лукас и продукцијска кућа Беотон су уплатили 100.000 динара помоћи. Такође ће организовати хуманитарни концерт у Београдској арени 23. децембра. Капитен кошаркашке репрезентације Србије, Ненад Крстић је заједно са својим клубом Оклахома Сити тандер прикупио 10.000 америчких долара за помоћ. Зорана Аруновић, светска шампионка у стрељаштву је допринела износ од 20.000 динара. Сека Алексић, турбо-фолк певачица, је у Краљево послала два камиона црепа и камион флаширане воде. Посланици Скупштине Србије су уплатили по 5.000 динара. Жељко Обрадовић, кошаркашки тренер, ће изградити кућу једној породици погођеној земљотресом. Српки фудбалски репрезентативац, Милош Красић уплатио је износ од 500.000 динара. Ана и Владе Дивац, Вода Вода и КК Слога су послали камион флаширане воде. Фудбалер Александар Луковић је уплатио милион динара помоћи. Српска дијаспора је уплатила 10 милиона динара. Директор гасне компаније Душан Бајатовић је уплатио 8,2 милиона динара. Певачица народне музике Зорица Брунцлик је донирала 100.000 динара. Цеца Ражнатовић је посетила Краљево и однела хуманитарну помоћ.
На посебни рачун грађани су (до 15. новембра у 14 часова) уплатили 225.000.000,00 динара.
Остало
Српска православна црква је уплатила 1,5 милиона динара. Вероучитељи Архиепископије београдско-карловачке су уплатили 300.000 динара Економско-трговинској школи.
Хуманитарна организација „СОС Киндердорф“ је уплатила 100.000 евра.
Међународни покрет Црвени крст и Црвени полумесец је ставио на располагање 100.217 швајцарских франака. Турски Црвени полумесец је припремио два камиона помоћи, тим од пет стручњака и јединицу за комуникације.
Министри унутрашњих послова Румуније и Црне Горе су понудили помоћ у рашчишћавању. Србија се захвалила на понуђеној помоћи уз закључак да нема таквих рушевина које би захтевале ангажовање додатних снага, машинерије и људства. Влада Црне Горе је упутила 50.000 евра помоћи. Влада Немачке је одобрила 25.000 евра.
Помоћ су упутили Позориште на Теразијама од 100.000 динара, Српско народно позориште 51.000 динара и Народно позориште у Ужицу 50.000 динара. Фудбалски савез Србије и Заједница суперлигаша су упутили помоћ од по 500.000 динара. Исламска заједница у Србији је послала грађевински материјал вредности милион динара. Партија уједињених пензионера Србије је послала грађевински материјал и храну. Српска напредна странка планира да изгради 5 а обнови 50 кућа. Демократска странка Србије је уплатила 1.200.000 динара. ФК Партизан је уплатио 500.000 динара. КК Партизан је уплатио 250.000 динара. Унеско је уплатио 50.000 евра.
Учесници треће сезоне забавне емисије Фарма су у склопу задатка организовали такмичење у којем је сав приход од гласања био уплаћен за обнову болнице у Краљеву. Радио-телевизија Србије ће одржати телетон 28. новембра.
Тениски савез Србије је организовао егзибициони меч 30. новембра у Хали Пионир у којем су учествовати председник савеза Слободан Живојиновић, бивши бројеви 1 Јелена Јанковић, Илије Настасе, као и многи други успешни тенисери. Сав приход од карата наменили су за помоћ.

## Напомена
- ¹ различите вредности магнитуде земљотреса појављују се због чињенице да постоји више типова магнитуде.
- ² износ од 10.000 конвертибилних марака еквивалентан је вредности од око 550.000 динара[99]